# Biblioteche di Milano

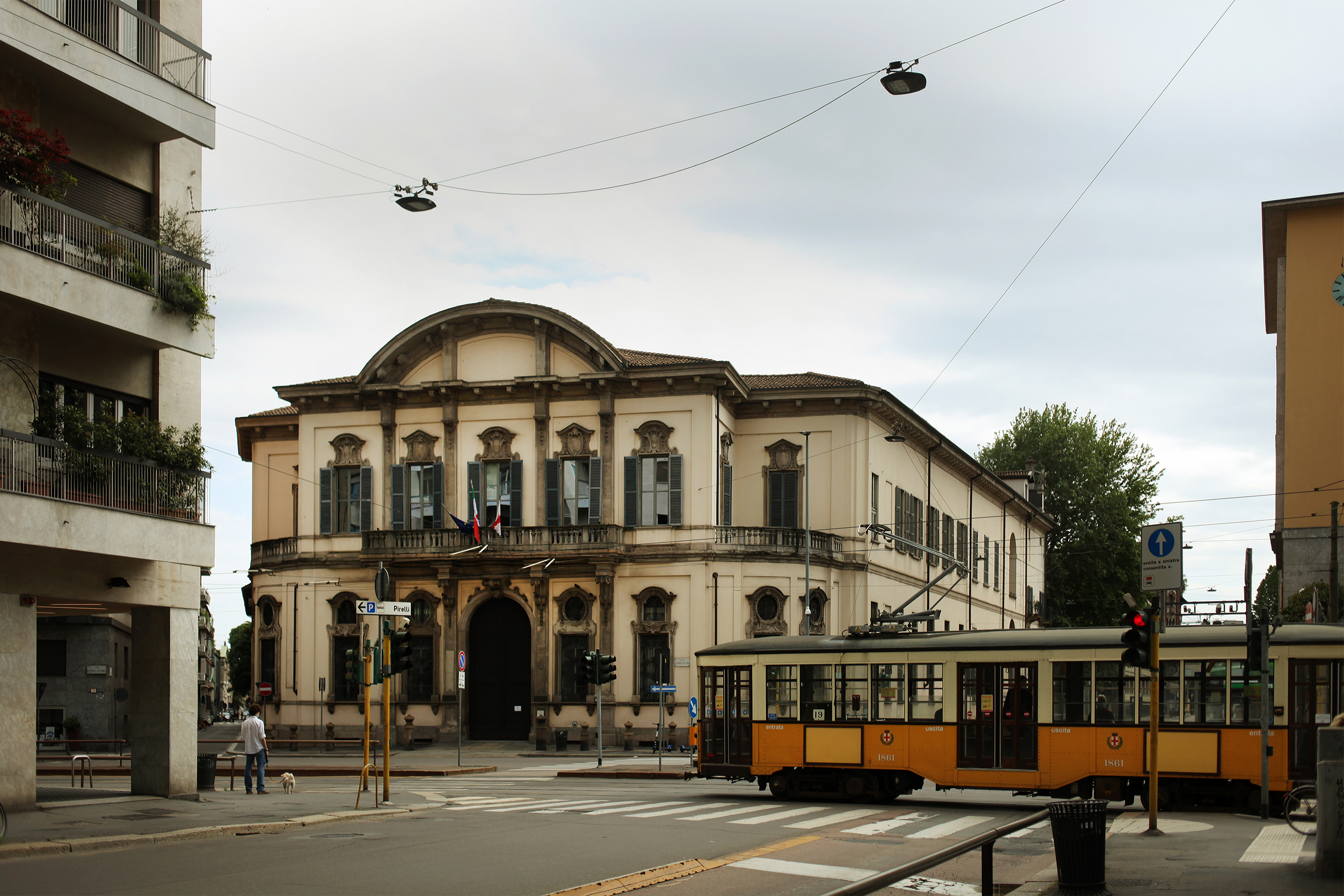
La Biblioteca comunale centrale di Milano.

La tradizione bibliotecaria di Milano si rispecchia nelle sue tre storiche biblioteche, la veneranda Ambrosiana, la nazionale braidense e la Biblioteca Trivulziana, che conserva il Codice Trivulziano di Leonardo da Vinci. Nel corso dei secoli se ne sono aggiunte altre, come la Biblioteca comunale centrale di Milano, che è la principale sede del sistema bibliotecario comunale del capoluogo meneghino.

## Storia

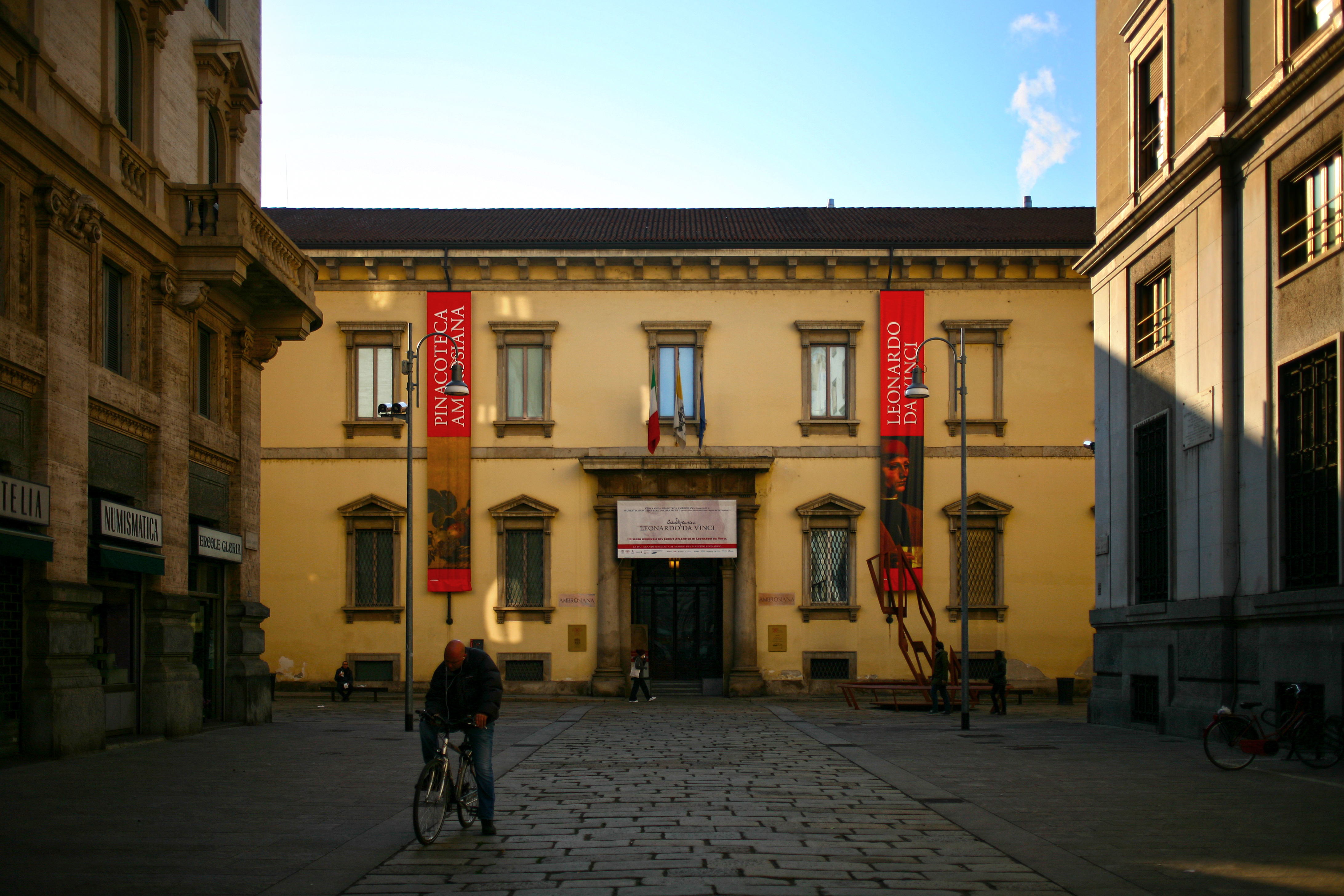
Biblioteca Ambrosiana.

L'Ambrosiana, fondata nel 1607 dal cardinale Federico Borromeo, fu anche la prima biblioteca in Italia a essere stata aperta e resa fruibile al pubblico; conserva un patrimonio notevole di codici miniati e il Codice Atlantico di Leonardo da Vinci. La Braidense, voluta nel 1770 da Maria Teresa d'Austria, fu pensata per equilibrare con un vasto numero di libri a stampa la grande quantità di manoscritti dell'Ambrosiana. È tra le maggiori in Italia e il suo sistema di informatizzazione tra i più avanzati. Nel 1935 nasce invece la biblioteca civica, dall'acquisto di una delle più rinomate raccolte private, quella della famiglia Trivulzio, che risale alla metà del XVIII secolo e che viene abbinata ai fondi archivistici comunali dal 1385 al 1927. Nel 1890 viene istituita la Biblioteca Comunale di Palazzo Sormani, sede principale del sistema bibliotecario di Milano che si articola in
ventiquattro punti di prestito e lettura situati in altrettanti quartieri della città. Ricostruita dopo la seconda guerra mondiale, conserva un patrimonio librario di circa 1 200 000 volumi e un'importante raccolta di quotidiani e periodici.
Da ricordare l'Archivio di Stato, anch'esso voluto da Maria Teresa d'Austria, che annovera tra le sue 150 000 pergamene la più antica conservata in Italia, datata 12 maggio 721, e la maggiore raccolta nazionale di documenti sugli Stati preunitari.

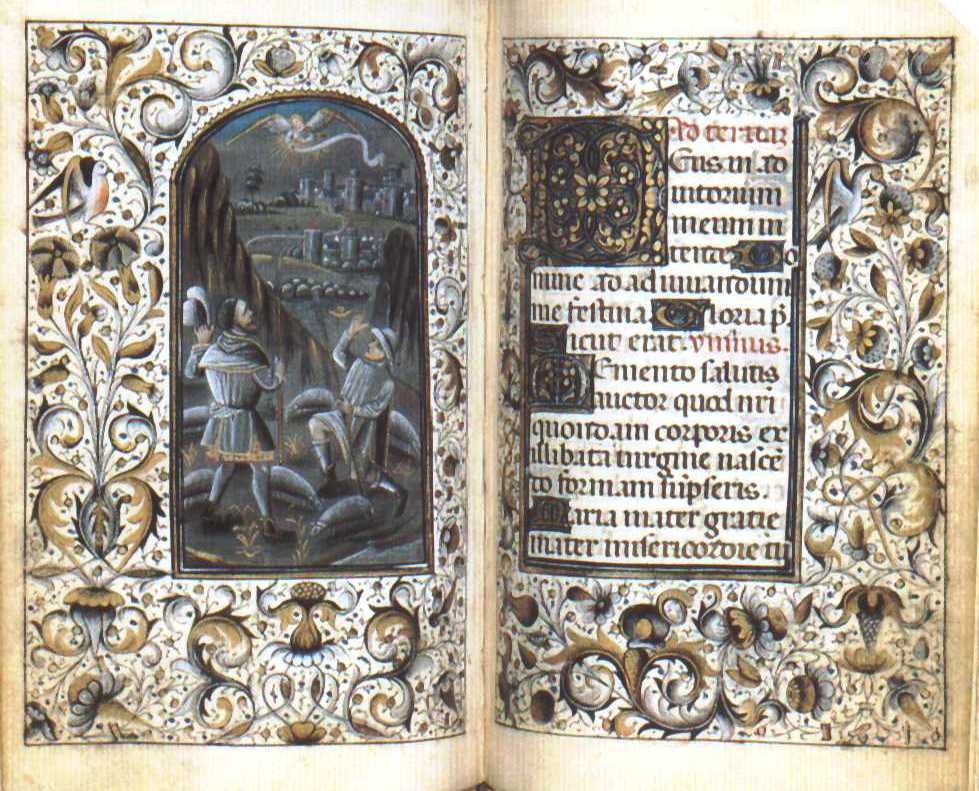
Milano, Biblioteca Trivulziana, Cod. 470

Fra le biblioteche universitarie vanno citate la Biblioteca Campus Leonardo del Politecnico di Milano, a oggi la più importante biblioteca scientifica in Italia, e quella dell'Università degli Studi, particolarmente ricca e articolata soprattutto per quanto concerne le facoltà di Giurisprudenza, Scienze Politiche e Lettere, contenendo circa 500 000 volumi. Particolare quella della Cattolica, con un catalogo unificato di quattro milioni di volumi in virtù delle altre sedi nazionali. Di rilevante interesse sono anche le “Biblioteche settoriali”, custodi di testi e materiali attinenti a uno specifico argomento, e che spesso si trovano in istituzioni specializzate. Fra queste ricordiamo la Biblioteca della Fondazione Giangiacomo Feltrinelli, quella dell'Istituto per la scienza dell'amministrazione pubblica, la biblioteca dell'Istituto per gli Studi di Politica Internazionale e del Museo del Risorgimento.
Di grande interesse per la storia della musica e del teatro sono la Biblioteca del Conservatorio Giuseppe Verdi, istituita nel 1807 da Napoleone, che durante il Regno Lombardo-Veneto divenne l'archivio musicale dello Stato con l'obbligo di conferirvi copia di tutte le opere musicali pubblicate e la Biblioteca teatrale “Livia Simoni” annessa, con l'archivio di Casa Ricordi al Museo teatrale alla Scala.
Da segnalare infine, per la ricca documentazione sulle vicende e i costumi milanesi anche più recenti, le biblioteche di tre circoli cittadini, ovvero l'Antica Credenza di Sant'Ambrogio, il Circolo Filologico Milanese e la Famiglia Meneghina. Per quanto riguarda le librerie, se ne contavano 201 nel 1991, salite a 216 nel 1999. La crisi economica di inizio secolo ne fece chiudere diverse decine, mentre nel 2009 sono risalite a 198 con un forte incremento degli spazi per l'esposizione dei libri. L'area commerciale di Milano vende da sola il 20,1 per cento del "valore di copertina" (fatto cento quello nazionale), seguita da Roma con il 16,7.